# The Stanhi
The Stanhi es un proyecto aprobado de rascacielos de 152 metros (500 pies) de altura, que se construirá en la ciudad de Las Vegas, Nevada. Si se llega a construir, tendrá 46 pisos y 425 unidades residenciales. WPH Architects diseñó el edificio y está siendo desarrollado por Cherry Development. Originalmente la torre había sido diseñada para tener 65 pisos.